# USS S-26 (SS-131)
USS S-26 (SS-131) – amerykański okręt podwodny typu S-1 zwodowany 22 sierpnia 1922 roku w stoczni Bethlehem, przyjęty do służby w marynarce amerykańskiej 15 października 1923 roku. Okręt wziął udział w wojnie na Pacyfiku, na początku 1942 roku został jednak przypadkowo staranowany przez ścigacz okrętów podwodnych USS "Sturdy" (PC-460) i zatonął. 